# Mikey Way
Pour les articles homonymes, voir Way.
 (juillet 2007).
Si vous disposez d'ouvrages ou d'articles de référence ou si vous connaissez des sites web de qualité traitant du thème abordé ici, merci de compléter l'article en donnant les références utiles à sa vérifiabilité et en les liant à la section « Notes et références ».
 (octobre 2021).
Michael James Way (surnommé Mikey Way) est né le 10 septembre 1980 à Newark, New Jersey. Il est bassiste dans le groupe de rock My Chemical Romance. Son frère est Gerard Way, leader du même groupe.

## Jeunesse
Tout comme son frère aîné, Gerard Way, Mikey Way est né à Newark, dans le New Jersey. Il grandit à Belleville, dans le même État. Après des études à la Belleville High School en compagnie de son frère et de Ray Toro, il quitte l’école.

## Débuts
Lorsque Gerard Way décide de fonder un groupe, c’est Mikey Way qui trouve le nom de la formation. Ce nom sera inspiré du titre du livre Ecstasy Three Tales of Chemical Romance (en français Trois contes d'amour chimique) de Irvine Welsh. Il trouvera cet ouvrage pendant qu’il occupera un poste de commis dans une librairie de Clifton, New Jersey,. 
Aux débuts de My Chemical Romance, Way se joint au groupe, même s’il ne se considère que comme un « musicien amateur ». Il joue sur une Fender Jazz Bass reissue 62 la plupart du temps, même s'il lui arrive de jouer sur une Squier Mustang Bass et une Fender Precision Bass. 
Mikey Way était également considéré comme le « nerd » du groupe en raison de ses lunettes. Par la suite, il a subi une chirurgie au laser afin de régler son handicap au niveau des yeux.

## Santé mentale
Durant l’enregistrement du 3e album de My Chemical Romance, The Black Parade, Mikey a souffert de graves problèmes psychologiques, ce qui lui fit quitter le groupe momentanément. À ce sujet, il révélera plus tard : «[…] je possédais enfin ce pourquoi je me suis battu toute ma vie, mais je n’aimais pas ça […], j’étais sur scène, et je ne m’amusais plus du tout […]».
Après plusieurs séances intenses de psychothérapie, on lui a diagnostiqué un trouble bipolaire. Mikey a repris sa place au sein du groupe peu après cet épisode.

## Sabbatique
Après son mariage en mars 2007, Mikey a décidé de mettre My Chemical Romance de côté pour se consacrer à sa femme. À ce sujet, son frère Gerard Way a posté sur le site officiel du groupe une note :
« Le groupe a décidé de lui [à Mikey] offrir une pause bien méritée, afin qu’il puisse profiter amplement de sa vie de jeune marié. Je [Gerard] suis ravi de vous annoncer le mariage de mon frère. Le voir grandir et s’épanouir dans l’amour a fait de moi un homme heureux et très fier de lui. Je sais que cette nouvelle va vous déranger, mais n’ayez crainte, nous [le groupe] lui avons déjà trouvé un remplaçant très compétent »
Ce remplaçant n’est nul autre que Matt Cortez, un technicien qui a déjà remplacé Frank Iero. Néanmoins, Mikey est revenu au sein du groupe à temps pour la tournée Projekt Revolution.

## Vie privée
Mikey Way divorce cinq ans plus tard. A nouveau en couple en 2014, il épouse Kristin Colby en 2016. Ensemble, ils ont deux filles (2017 et 2019).